# Kavvadádes
Kavvadádes (Kavvadades) är en ort i Grekland.   Den ligger i prefekturen Nomós Kerkýras och regionen Joniska öarna, i den västra delen av landet, 400 km nordväst om huvudstaden Aten. Kavvadádes ligger 108 meter över havet och antalet invånare är 517. Den ligger på ön Korfu.
Terrängen runt Kavvadádes är platt åt nordväst, men åt sydost är den kuperad. Havet är nära Kavvadádes västerut. Runt Kavvadádes är det ganska tätbefolkat, med 214 invånare per kvadratkilometer. Närmaste större samhälle är Agios Georgis, 3,0 km sydost om Kavvadádes. I omgivningarna runt Kavvadádes växer i huvudsak blandskog.